# Kongres v Albany

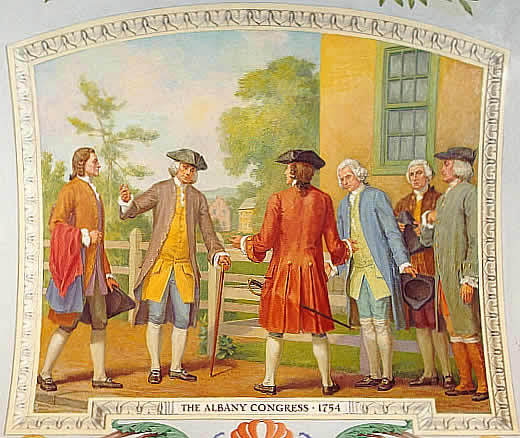
Kongres v Albany, malíř Allyn Cox. Malba zobrazuje některé z delegátů (zleva doprava): William Franklin a jeho otec Benjamin (Pennsylvania); guvernér Thomas Hutchinson (Massachusetts); guvernér William Delancey (New York); Sir William Johnson (Massachusetts); plukovník Benjamin Tasker (Maryland).

Kongres v Albany (19. června – 11. července 1754), známý také jako Albanský konvent z roku 1754 , bylo setkání zástupců zvolených zákonodárci sedmi z třinácti britských kolonií v Americe: Connecticut, Maryland, Massachusetts, New Hampshire, New York, Pensylvánie a Rhode Island. Nejsevernější Newfoundland a Nové Skotsko se kongresu nezúčastnili. Zástupci se denně setkávali na radnici v Albany od 19. do 11. července 1754, aby diskutovali o lepších vztazích s indiánskými kmeny a společných obranných opatřeních proti francouzské hrozbě z Kanady v zahajovací fázi francouzsko-indiánské války.

## Důvod setkání
O setkání koloniálních představitelů požádala v roce 1754 britská vláda. Důvodem bylo vytvoření dohody s domorodými Američany a naplánování dohody na obranu kolonií proti Francii. Shromáždění přijalo plán stanovený Benjaminem Franklinem pro vládu kolonií ústřední exekutivou a radou delegátů. Ačkoli byl Anglií a koloniemi odmítnut, stal se tento plán základem vedoucím v příštích letech k revoluční válce. Delegáti neměli za cíl vytvořit americký národ; byli spíše kolonisté s omezeným posláním uskutečňovat smlouvy s Mohawky a jinými irokézkými kmeny. Bylo to poprvé, kdy se američtí kolonisté setkali společně, a vznikl tak model, který se začal používat při vzniku Stamp Act Congress, kontinentálního kongresu v roce 1765, jakož i prvního kontinentálního kongresu v roce 1774, což byla předehra americké revoluce.